# Hidden Chronicles
Hidden Chronicles är ett datorspel som personer med konto på Facebook kan spela. Spelet lanserades i januari 2012 och har blivit en stor applikation på Facebook. Spelet är utvecklat av Zynga.
Spelet går ut på att hitta föremål som är gömda i olika scener. Ytterligare scener låses upp när spelaren tjänar poäng och troféer. Spelet är gratis, men spelaren erbjuds att köpa sig till favörer.
Spelet baseras på en berättelse om spelarens hädangångne farbror Geoffrey, som bett honom komma till hans herrgård, Ramsey Manor.
Spelaren löser där uppdrag och låser upp nya områden av herrgården. Spelet utmanar spelarens minne och problemlösningsförmåga.